# سد پورتسه سوم
سد پورتسه سوم (به اسپانیایی: Porce III Dam) یک سد خاکی در کلمبیا است.